# Beisbol als Jocs Olímpics d'estiu de 2008

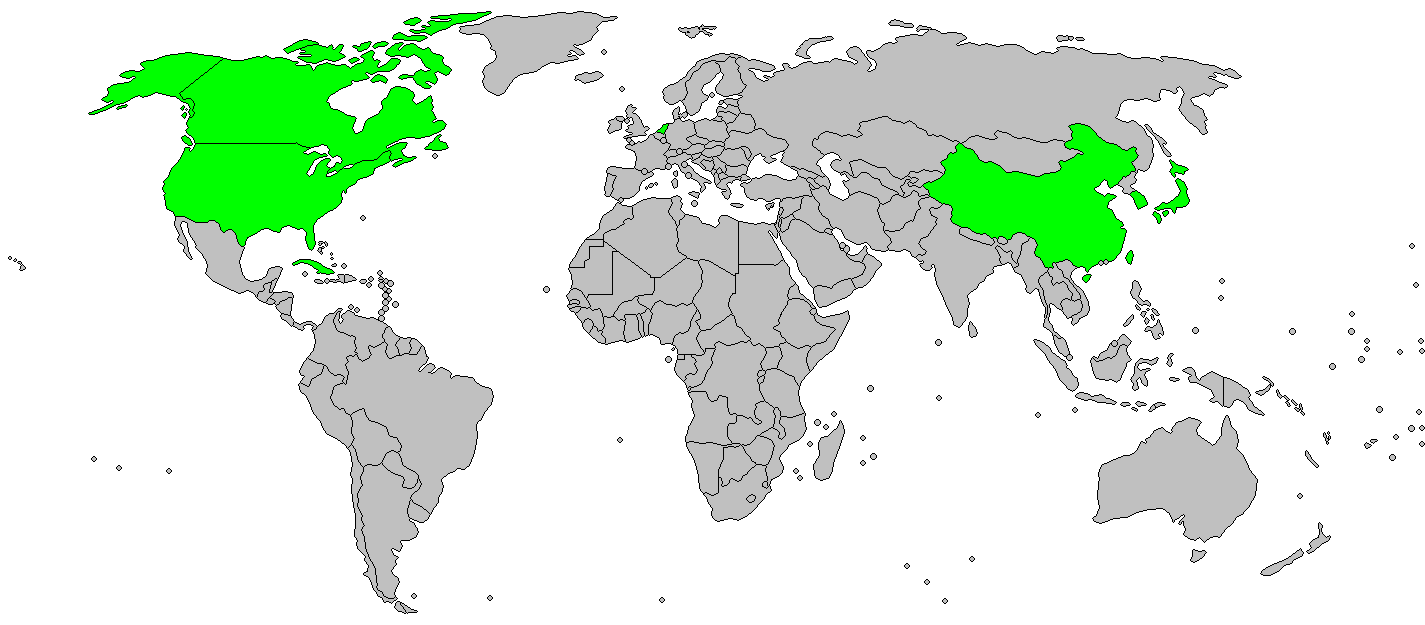
Equips participants

La competició de beisbol als Jocs Olímpics d'Estiu de 2008 es va celebrar a l'Estadi de Beisbol de Wukesong de Pequín des del 13 al 23 d'agost de 2008. Al beisbol només hi van participar els homes: les dones van participar en el softbol, que és molt similar.
El Comitè Olímpic Internacional va decidir eliminar el beisbol del programa Olímpic el 2012, per la qual cosa aquest va ser l'últim torneig Olímpic de beisbol si no és acceptat novament en el futur.

## Format de competició
Vuit equips van competir en el torneig Olímpic, que va constar de dues rondes. A la ronda preliminar van jugar tots contra tots una vegada, els quatre millors classificats van jugar la següent ronda, formada per dues semifinals. Els guanyadors de cadascuna de les semifinals van jugar la final i els perdedors es van disputar la medalla de bronze.

## Calendari de la classificació
| Data                             | Esdeveniment                    | Seu       | Classificat                     |
| -------------------------------- | ------------------------------- | --------- | ------------------------------- |
|                                  | País amfitrió                   |           | Xina                            |
| 25 d'agost - 7 de setembre, 2006 | Classificador Olímpic d'Amèrica | L'Havana  | Estats Units · Cuba             |
| 7-16 de setembre, 2007           | Campionat d'Europa              | Barcelona | Països Baixos                   |
| 1-3 de desembre, 2007            | Campionat d'Àsia                | Taichung  | Japó                            |
| 7-14 de març, 2008               | Torneig preolímpic              | Taipei    | Canadà · Corea del Sud · Taiwan |

## Resultats
| Categoria | Or | Plata | Bronze |
| Masculina | Corea del SudHyun-Jin Ryu · Ki-Joo Han · Jin-Man Park · Hyuk Kwon · Taek-Keun Lee · Dae-Ho Lee · Seung-Hwan Oh · Jung-Keun Bong · Young-Min Ko · Jong-Wook Lee · Keun-Woo Jeong · Min-Jae Kim · Kab-Yong Jin · Jin-Young Lee · Won-Sam Jang · Seung-Jun Song · Kwang-Hyun Kim · Yong-Kyu Lee · Dong-Joo Kim · Min-Ho Kang · Hyung-Soo Kim · Seung-Yeop Lee · Tae-Hyon Chong · Suk-Min Yoon | CubaAriel Pestano · Yoandry Urgellés · Alfredo Despaigne · Luis Rodríguez · Alexei Bell · Yadier Pedroso · Jonder Martínez · Adiel Palma · Luis Navas · Giorvis Duvergel · Alexander Mayeta · Eriel Sánchez · Rolando Meriño · Héctor Olivera · Michel Enríquez · Yuliesky Gourriel · Vicyohandry Odelín · Pedro Luis Lazo · Eduardo Paret · Norberto González · Norge Luis Vera · Frederich Cepeda · Elier Sánchez · Miguel La Hera | Estats UnitsBrett Anderson · Blaine Neal · Matt Brown · Nate Schierholtz · Jeremy Cummings · Michael Koplove · Terry Tiffee · Kevin Jepsen · Brian Duensing · Dexter Fowler · Brandon Knight · Mike Hessman · Casey Weathers · Jason Donald · Jayson Nix · Taylor Teagarden · Stephen Strasburg · Jake Arrieta · Lou Marson · Matt LaPorta · Trevor Cahill · Brian Barden · John Gall · Jeff Stevens |

## Medaller
| Pos. | Comitè Olímpic | Or | Plata | Bronze | Total |
| 1    | Corea del Sud  | 1  | 0     | 0      | 1     |
| 2    | Cuba           | 0  | 1     | 0      | 1     |
| 3    | Estats Units   | 0  | 0     | 1      | 1     |

## Fase de grup

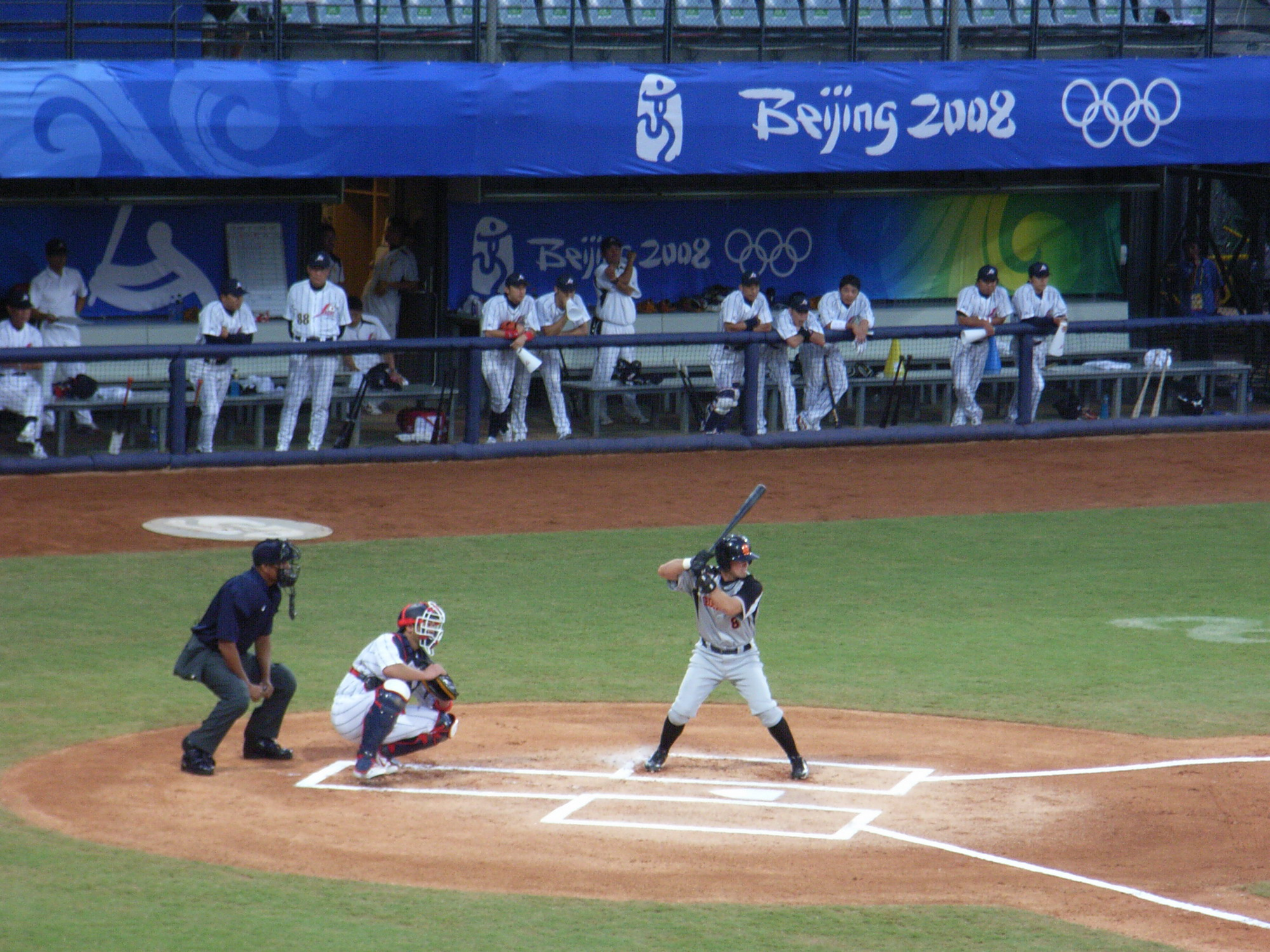
Partit de fase de grups de la competició de beisbol, entre les seleccions del Japó i Països Baixos.

| Equip         | G | P | EG | EP | Dif |
| ------------- | - | - | -- | -- | --- |
| Corea del Sud | 7 | 0 | 41 | 22 | +19 |
| Cuba          | 6 | 1 | 62 | 23 | +39 |
| Estats Units  | 5 | 2 | 40 | 22 | +18 |
| Japó          | 4 | 3 | 30 | 14 | +16 |
| Canadà        | 2 | 5 | 29 | 20 | +9  |
| Taiwan        | 2 | 5 | 29 | 33 | -4  |
| Països Baixos | 1 | 6 | 9  | 50 | -41 |
| Xina          | 1 | 6 | 14 | 70 | -48 |

| Data       | Hora  | Equip         | Resultat | Equip         |
| ---------- | ----- | ------------- | -------- | ------------- |
| 13 d'agost | 10:30 | Taiwan        | 5-0      | Països Baixos |
| 13 d'agost | 11:30 | Xina          | 0-10     | Canadà        |
| 13 d'agost | 18:00 | Corea del Sud | 8-7      | Estats Units  |
| 13 d'agost | 19:00 | Cuba          | 4-2      | Japó          |
| 14 d'agost | 10:30 | Països Baixos | 0-7      | Estats Units  |
| 14 d'agost | 11:30 | Corea del Sud | 1-0      | Xina          |
| 14 d'agost | 18:00 | Cuba          | 7-6      | Canadà        |
| 14 d'agost | 19:00 | Taiwan        | 1-6      | Japó          |
| 15 d'agost | 10:30 | Xina          | 8-7      | Taiwan        |
| 15 d'agost | 11:30 | Estats Units  | 4-5      | Cuba          |
| 15 d'agost | 18:00 | Canadà        | 0-1      | Corea del Sud |
| 15 d'agost | 19:00 | Japó          | 6-0      | Països Baixos |
| 16 d'agost | 10:30 | Estats Units  | 5-4      | Canadà        |
| 16 d'agost | 11:30 | Cuba          | 1-0      | Taiwan        |
| 16 d'agost | 18:00 | Xina          | 4-6      | Països Baixos |
| 16 d'agost | 19:00 | Japó          | 3-5      | Corea del Sud |
| 18 d'agost | 10:30 | Canadà        | 0-1      | Japó          |
| 18 d'agost | 11:30 | Taiwan        | 8-9      | Corea del Sud |
| 18 d'agost | 18:00 | Països Baixos | 3-14     | Cuba          |
| 18 d'agost | 19:00 | Estats Units  | 9-1      | Xina          |
| 19 d'agost | 10:30 | Països Baixos | 0-4      | Canadà        |
| 19 d'agost | 11:30 | Corea del Sud | 7-4      | Cuba          |
| 19 d'agost | 18:00 | Japó          | 10-0     | Xina          |
| 19 d'agost | 19:00 | Estats Units  | 4-2      | Taiwan        |
| 20 d'agost | 10:30 | Cuba          | 17-1     | Xina          |
| 20 d'agost | 11:30 | Països Baixos | 0-10     | Corea del Sud |
| 20 d'agost | 18:00 | Canadà        | 5-6      | Taiwan        |
| 20 d'agost | 19:00 | Japó          | 2-4      | Estats Units  |

## Fase Final
|  | Semifinals    | Semifinals |   |      | Final         | Final |
|  |               |            |   |      |               |       |
|  |               |            |   |      |               |       |
|  | Japó          | 2          |   |      |               |       |
|  | Corea del Sud | 6          |   |      |               |       |
|  |               |            |   |      |               |       |
|  |               |            |   |      |               |       |
|  |               |            |   |      | Corea del Sud | 3     |
|  |               | Cuba       | 2 |      |               |       |
|  |               |            |   |      |               |       |
|  |               |            |   |      |               |       |
|  |               |            |   |      | Tercer lloc   |       |
|  |               |            |   |      |               |       |
|  | Estats Units  | 2          |   | Japó | 4             |       |
|  | Cuba          | 10         |   |      | Estats Units  | 8     |